# Yohanan Petrovsky-Shtern
Yohanan Petrovsky-Shtern (geboren 6. April 1962 in Kiew, Ukrainische SSR als Iwan Petrowsky) ist ein ukrainisch-US-amerikanischer Historiker.

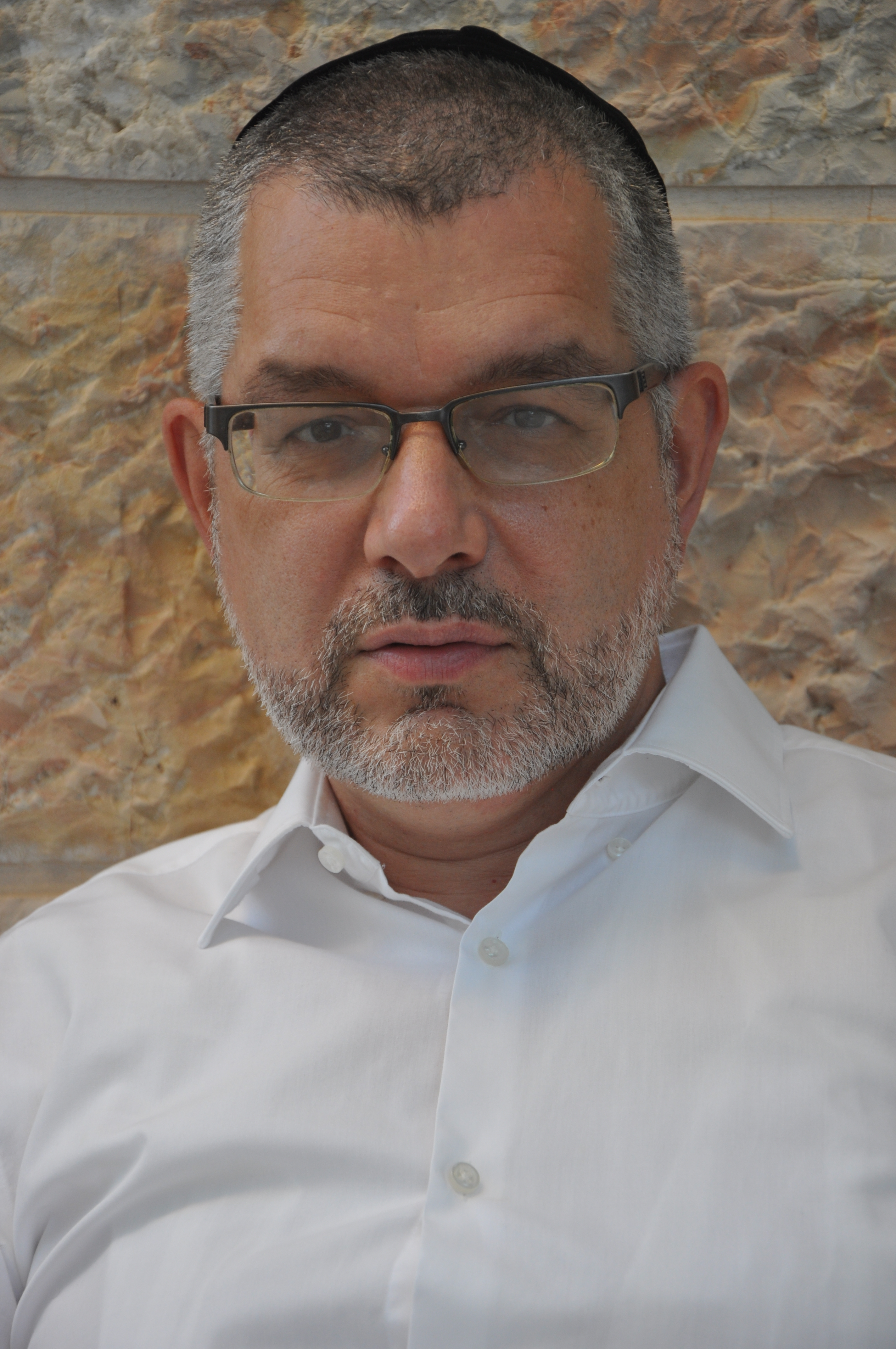
Yohanan Petrovsky-Shtern (2020)

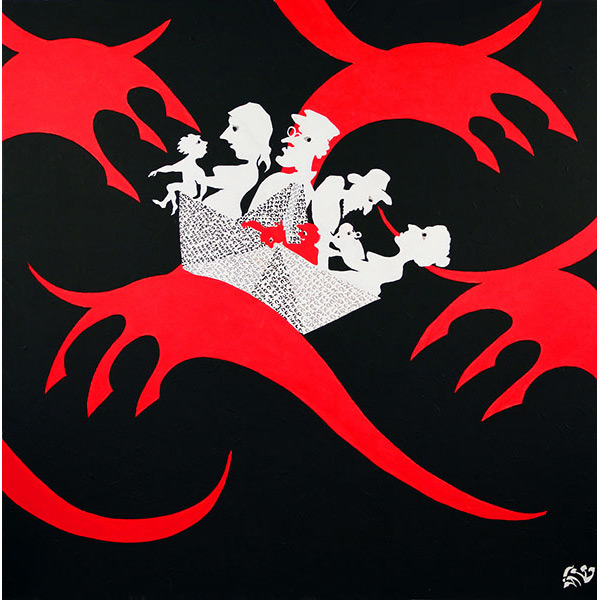
yps: Exodus (2009)

## Leben
Iwan Petrowsky ist ein Sohn des Miron Semenowytsch Petrowskyj und der Switlana Petrowska. Seine Schwester Katja Petrowskaja ist nach Deutschland emigriert und wurde dort als deutschsprachige Schriftstellerin bekannt. Er studierte Germanistik und Romanistik an der Universität Kiew mit einem Magisterabschluss 1984 und wurde 1988 mit einer Dissertation über Gabriel García Márquez an der Universität Moskau promoviert. Er war danach bis 1993 Dozent an der Universität Kiew und von 1992 bis 1995 Wissenschaftler an der Akademie der Wissenschaften der Ukraine. Petrowsky übersetzte Werke von Jorge Luis Borges ins Russische.
Yohanan Petrovsky-Shtern emigrierte in die USA und arbeitete ab 1999 an verschiedenen Universitäten. Er wurde 2001 bei Antony Polonsky mit der Dissertation Jews in the Russian Army, 1827–1914 in Geschichte an der Brandeis Universität promoviert. Petrovsky wurde 2003 Associate Professor und ist seit 2011 Professor für jüdische Studien und jüdische Geschichte an der Northwestern University. Bekanntheit erlangte seine kritische Besprechung von Alexander Solschenizyns Buch Zweihundert Jahre zusammen, das die Geschichte der Juden in Russland und in der Sowjetunion zum Thema hat.
Petrovsky-Shtern betätigt sich auch als Maler (yps) und stellt seine Werke aus.

## Schriften (Auswahl)
- Jews in the Russian Army, 1827–1917: Drafted into Modernity. Cambridge University Press, 2009 ISBN 978-0-521-51573-3
- The Anti-Imperial Choice: The Making of the Ukrainian Jew. Yale University Press, 2009 ISBN 978-0-300-13731-6
- Lenin's Jewish Question. Yale University Press, 2010 ISBN 978-0-300-15210-4
- The Golden Age Shtetl: A New History of Jewish Life in East Europe. Princeton University Press, 2015 ISBN 978-0-691-16851-7
- Yohanan Petrovsky-Shtern; Antony Polonsky (Hrsg.): Jews and Ukrainians. Polin: Studies in Polish Jewry, Volume 26. The Littman Library of Jewish Civilization, 2014 ISBN 978-1-906764-20-3
- Yohanan Petrovsky-Shtern; Paul Robert Magocsi: Jews and Ukrainians: A Millennium of Co-Existence. University of Toronto Press, 2016 ISBN 978-0-7727-5111-9